# Emilia Inés de Reuss-Schleiz
Emilia Inés de Reuss-Schleiz (11 de agosto de 1667 - 15 de octubre de 1729) fue una noble alemana de la Casa de Reuss y por sus dos matrimonios Condesa de Promnitz-Pless y Duquesa de Sajonia-Weissenfels-Dahme.

## Biografía
Nacida en Schleiz, era el cuarto de ocho hijos nacidos de la unión de Enrique I de Reuss-Schleiz y su esposa, la Condesa Esther de Hardegg auf Glatz und im Machlande. De sus siete hermanos mayores y menores, solo uno alcanzó la edad adulta, Enrique XI, Conde de Reuss zu Schleiz. De los dos siguientes matrimonios de su padre con la Condesa Maximiliana de Hardegg auf Glatz und im Machlande y Ana Isabel de Sinzendorf, tuvo cuatro hermanastros, de los cuales solo uno sobrevivió: Enrique XXIV, Conde de Reuss de Schleiz en Köstritz (hijo de Ana Isabel).

## Familia
El 26 de agosto de 1673, todos los miembros de la Casa de Reuss fueron elevados al rango de Condes Imperiales (en alemán: Reichsgraf). Emilia Inés (6 años de edad) y sus dos hermanos supervivientes en ese momento, Enrique XI (4 años) y Susana María (2 meses de edad; murió el 13 de mayo de 1675) fueron todos nombrados Condes y Condesas de Reuss de Schleiz (alemán: Graf/Gräfin Reuss von Schleiz).
En Schleiz el 10 de agosto de 1682, Emilia Inés contrajo matrimonio primero con Baltasar Erdmann, Conde de Promnitz-Pless (Sorau, 9 de enero de 1656 - Sorau, 3 de mayo de 1703). Tuvieron cinco hijos:
1. Erdmann II, Conde de Promnitz-Pless (Sorau, 22 de agosto de 1683 - Jagdschloß Sorauer Forst, 7 de septiembre de 1745).
2. Federico de Promnitz-Pless (Sorau, 11 de octubre de 1684 - Halbau, 13 de junio de 1712), Señor de Halbau.
3. Enrique de Promnitz-Pless (Sorau, 14 de enero de 1686 - Sorau, 23 de mayo de 1700).
4. Esther Maximiliana Isabel de Promnitz-Pless (Sorau, 20 de febrero de 1687 - Sorau, 28 de septiembre de 1701).
5. Filipina Enriqueta Teresa de Promnitz-Pless (Sorau, 25 de noviembre de 1689 - Sorau, 30 de noviembre de 1689).

En Dahme el 13 de febrero de 1711, Emilia Inés contrajo matrimonio por segunda vez con el Príncipe Federico de Sajonia-Weissenfels, el hijo menor superviviente del Duque Augusto. Poco después de la boda, recibió el distrito de Dahme como infantazgo y lo tomó como su residencia. No tuvieron hijos.
Ella murió en Fürstlich Drehna a la edad de 62 años, habiendo sobrevivido a su segundo marido por catorce años.